# Astrophysical Journal
 Астрофізичний Журнал (англ. The Astrophysical Journal, скор. ApJ, Astrophys. J.) — науковий журнал, що видається в США, у якому публікуються статті по астрофізиці і астрономії. Заснований в 1895 році астрономами Джорджем Хейл і Джеймсом Кілером.

## Загальний опис
З 1953 році журнал публікується разом з The Astrophysical Journal Supplement Series (укр. Додатки до Астрофізичного Журналу, ApJS), що містить додаток до журналу. Обидва видання публікувалися видавництвом Чиказького Університету для американського астрономічного товариства. З січня 2009 року публікацією журналу займається видавництво Інституту Фізики.
The Astrophysical Journal Letters (укр. Листи Астрофізичного Журналу, ApJL) — ще один додаток, що дозволяє швидко публікувати короткі статті до значимих статей.

## Редактори
- Джордж Хейл (1895–1902)
- Едвін Фрост (1902–1932)
- Вільям Морган (1947 −1952)
- Субраманьян Чандрасекар (1952–1971)
- Роберт Кеннікут (1999–2006)
- Етан Вішньяк (2006-).

## Аудиторія
- Вчені (астрофізики, астрономи, фізики)
- Студенти і аспіранти.